# 関東女子ラグビーフットボール大会
関東女子ラグビーフットボール大会は、関東ラグビーフットボール協会の主催による女子ラグビー大会である。音羽産業株式会社が協賛し「OTOWAカップ 関東女子ラグビーフットボール大会」と呼ぶ。日本女子ラグビーフットボール連盟時代の1990年（平成2年）に始まった。優勝・準優勝チームは、日本ラグビーフットボール協会主催の全国女子ラグビーフットボール選手権大会へ進出する。

## 大会概要
2024年・第35回大会の実施要項から。
- 2024年11月3日から2025年1月5日まで、最短でも中5日をあけて、7チームが総当たり戦で、各チーム6試合ずつ実施で順位を決定する[2]。
- 試合時間： 40分ハーフ、ハーフタイムは15分以内。ロスタイム制。
- 15人制、選手登録は23名以内。
- スコッドの人数：23人以内。World Rugby競技規則どおりで、23人の場合はフロントローを最低6名用意する。
- 順位決定方法は、勝ち点制度を用いる。勝ち5点、引き分け3点、負け1点、不戦勝6点、不戦敗0点、不成立3点、負けても7点差以内の負けで1点追加、3トライ差以上の勝ちで1点追加。ペナルティトライは「トライ1、ゴール1」とカウントする。
- 優勝・準優勝チームは、「全国女子ラグビーフットボール選手権大会」の出場権を得る。
- 主催：関東ラグビーフットボール協会
- 主管：関東ラグビーフットボール協会女子委員会

## 歴史
1988年（昭和63年）4月、日本女子ラグビーフットボール連盟が発足。11月、第1回「全国女子ラグビーフットボール交流大会」を開催。
1990年（平成2年）、第1回「関東女子ラグビーフットボール大会」をローデムパークラグビー場（埼玉県杉戸町）で開催。
1998年（平成10年）10月、第1回「女子ラグビーフットボール関西大会」を花園第3グラウンド（東大阪市）で開催。
2002年（平成14年）4月、日本女子ラグビーフットボール連盟は日本ラグビーフットボール協会に加盟し、発展的解消。
2014年（平成26年）11月、前年までの「全国女子ラグビーフットボール交流大会」に代わり、第1回「全国女子ラグビーフットボール選手権大会」として開催。5位決定戦として、関東・関西・九州の各協会エリアからの3チームが20分ハーフで対戦。3位決定戦として、関東・関西の2チームで30分ハーフ対戦。決勝戦（日本協会会長杯）は関東・関西の2チームが40分ハーフで対戦した。
2017年（平成29年）1月、「OTOWAカップ第27回関東女子ラグビーフットボール大会」を開催。単独チーム2（RKU龍ヶ崎GRACE、日本体育大学ラグビー部女子）、合同チーム2（「YOKOHAMA TKM, 東京フェニックス, ARUKAS KUMAGAYA」と「世田谷区ラグビースクールレディース, Rugirl-7, 湘南ベルマーレラグビー セブンズ、北海道バーバリアンズディアナ, カ・ラ・ダファクトリーA.P.パイレーツ」）の 全4チームによる総当たり戦（各チーム3試合実施）。中13日をあけて行った。
2019年度（平成31年度・令和1年度）、2020年1月5日開催の「OTOWAカップ第30回関東女子ラグビーフットボール大会」決勝戦で、RKU龍ケ崎GRACEが初優勝。
2020年度（令和2年度）は、新型コロナウイルス感染症の世界的流行により、「OTOWAカップ第31回関東女子ラグビーフットボール大会」は全試合無観客で開催した。全国大会「第7回全国女子ラグビーフットボール選手権大会」へは、優勝チーム（合同チーム「Morning Bears」）のみが決勝戦1試合に出場する形となった。
2021年度（令和3年度）の第32回大会では声出し応援の禁止などの対策が行われ、2022年度（令和4年度）の第33回大会では、試合会場が大学施設の場合に観戦者は事前申請書を提出することになった。
2023年度（令和5年度）の「OTOWAカップ第34回関東女子ラグビーフットボール大会」は、4年ぶりの通常開催となった。
2024年度（令和6年度）「OTOWAカップ第35回関東女子ラグビーフットボール大会」では、勝ち点の設定が一部増え、勝ち4→5点、引き分け2→3点、負け0→1点、不成立2→3点とし、特に「負け1点」は「不戦敗0点」との差がつくようになった。不戦勝5点は変更なし。

## 結果
| 回 | 年度 | 優勝                                                     | 準優勝 | 3位                                                                                                | 4位 | 5位 | 6位                                                                         | 7位 | 備考 | 出典                 |
| 回 | 年度 | 全国女子ラグビーフットボール選手権大会への出場権         | 全国女子ラグビーフットボール選手権大会への出場権                                                                                | 3位                                                                                                | 4位 | 5位 | 6位                                                                         | 7位 | 備考 | 出典                 |
| -- | ---- | -------------------------------------------------------- | --- | -------------------------------------------------------------------------------------------------- | --- | --- | --------------------------------------------------------------------------- | --- | --- | -------------------- |
| 27 | 2016 | TPA (YOKOHAMA TKM・東京フェニックス・ARUKAS KUMAGAYA)    | 日本体育大学ラグビー部女子 | RKUラグビー龍ヶ崎GRACE                                                                             | ウォリアーズ (世田谷区ラグビースクールレディース・Rugirl-7・湘南ベルマーレラグビーセブンズ・北海道バーバリアンズディアナ・カラダファクトリーA.P.パイレーツ) | ‐ | ‐                                                                           | ‐ | 合同チーム2、単独チーム2が参加した。                                                                                      | [ 13 ] [ 14 ]        |
| 28 | 2017 | 日本体育大学ラグビー部女子                               | TKM・ARUKAS (YOKOHAMA TKM・ARUKAS QUEEN KUMAGAYA)                                                                               | GRACE・Artemistars (RKUラグビー龍ヶ崎GRACE・横河武蔵野Artemi-Stars)                                | フェニクスペガサス15 (東京フェニックスRC・千葉ペガサス) | ウォリアーズ (関東学院六浦高等学校・湘南ベルマーレBell7・世田谷区ラグビースクールレディース・ BRAVE LOUVE・北海道バーバリアンズディアナ) | ‐                                                                           | ‐ | 合同チーム4、単独チーム1が参加した。                                                                                      | [ 15 ] [ 16 ]        |
| 29 | 2018 | 日本体育大学ラグビー部女子                               | ARUKAS・八戸・Artemi-Stars (横河武蔵野Artemi-Stars・東京学芸大学・成城大学・ 青山学院大学・八戸学院大学・ARUKAS QUEEN KUMAGAYA) | RKUラグビー龍ヶ崎GRACE                                                                             | Sweets (YOKOHAMA TKM・湘南ベルマーレBell7・世田谷区RSレディース・北海道バーバリアンズディアナ・前橋レディース)                                              | フェニペガルーヴ (東京フェニックス・千葉ペガサス・BRAVE LOUVE)                                                                           | ‐                                                                           | ‐ | 合同チーム3、単独チーム2が参加した。                                                                                      | [ 17 ] [ 18 ]        |
| 30 | 2019 | RKUラグビー龍ヶ崎GRACE                                   | 横河武蔵野Artemi-Stars | ABIS (ARUKAS KUMAGAYA・国際武道大学女子ラグビー部・北海道バーバリアンズディアナ・世田谷レディース) | 合同チーム (日本体育大学ラグビー部女子・UNICORNS) | Ponies (YOKOHAMA TKM・BRAVE LOUVE・自衛隊体育学校)                                                                                       | 東京山九フェニックス15's (東京山九フェニックス・八戸学院大学女子ラグビー部) | ‐ | 合同チーム4、単独チーム2が参加した。                                                                                      | [ 19 ] [ 20 ] [ 21 ] |
| 31 | 2020 | Morning Bears (ARUKAS QUEEN KUMAGAYA・自衛隊体育学校PTS) | 合同チーム (YOKOHAMA TKM・東京山九フェニックス)                                                                                 | 日本体育大学ラグビー部女子                                                                         | RKUグレース | L.B.S (BRAVE LOUVE・北海道バーバリアンズディアナ・世田谷レディース)                                                                      | Artemi‐IBU‐Stars (横河武蔵野Artemi-Stars・国際武道大学女子ラグビー部)       | ‐ | 合同チーム4、単独チーム2が参加した。 新型コロナウイルス感染症の世界的流行のため、優勝チームのみが全国大会へ進出となった。 | [ 24 ]               |
| 32 | 2021 | 横河武蔵野Artemi-Stars                                   | RKUグレース | 東京山九フェニックス                                                                               | PTS立正 | 合同チーム (YOKOHAMA TKM・国際武道大学女子ラグビー部・弘前サクラオーバルズ)                                                              | BRAVE LOUVE                                                                 | 日本体育大学ラグビー部女子                                                                                       | 合同チーム1、単独チーム6が参加した。                                                                                      | [ 25 ] [ 26 ]        |
| 33 | 2022 | 日本体育大学ラグビー部女子                               | 東京山九フェニックス | 横河武蔵野Artemi-Stars                                                                             | RKUグレース | YOKOHAMA TKMオーバルズ (YOKOHAMA TKM・弘前サクラオーバルズ)                                                                              | R.I.A (ARUKAS KUMAGAYA、立正大学女子ラグビー部、国際武道大学)               | Tokyo LaDieS (BRAVE LOUVE・東京外人Girls・北海道バーバリアンズディアナ)                                          | 合同チーム3、単独チーム4が参加した。                                                                                      | [ 27 ] [ 28 ]        |
| 34 | 2023 | 東京山九フェニックス                                     | 日本体育大学ラグビー部女子 | 横河武蔵野Artemi-Stars                                                                             | 立正大学アルカスバーバリアンズ (立正大学・ARUKAS・北海道バーバリアンズディアナ)                                                                             | YOKOHAMA TKM | RKUグレース                                                                 | OBL (弘前サクラオーバルズ・BRAVE LOUVE・国際武道大学)                                                            | 合同チーム2、単独チーム5が参加した。                                                                                      | [ 29 ] [ 30 ]        |
| 35 | 2024 | 東京山九フェニックス                                     | YOKOHAMA TKM | 横河武蔵野Artemi-Stars                                                                             | RKUグレース | 日本体育大学ラグビー部女子 | 立正大学アルカス                                                            | Pieces (自衛隊体育学校PTS・BRAVE LOUVE・弘前サクラオーバルズ・北海道バーバリアンズディアナ・湘南ベルマーレBell7) | 合同チーム1、単独チーム6が参加した。                                                                                      | [ 31 ] [ 32 ]        |
| 回 | 年度 | 優勝                                                     | 準優勝 | 3位                                                                                                | 4位 | 5位 | 6位                                                                         | 7位 | 備考 | 出典                 |
| 回 | 年度 | 全国女子ラグビーフットボール選手権大会への出場権         | | 3位                                                                                                | 4位 | 5位 | 6位                                                                         | 7位 | 備考 | 出典                 |